# Carlton Carrington
Pour les articles homonymes, voir Carlton et Carrington.
Carlton Kaleel "Bub" Carrington III, né le  21 juillet 2005 à Baltimore dans le Maryland, est un joueur américain de basket-ball évoluant aux postes de meneur et d'arrière.

## Biographie

### Carrière universitaire
Entre 2023 et 2024, il joue pour les Panthers de Pittsburgh à l'université de Pittsburgh.
Le 3 avril 2024, il annonce qu'il se présente à la draft 2024 de la NBA. Sélectionné par les Trail Blazers de Portland en 14e choix, il est transféré dans la foulée aux Wizards de Washington.

## Palmarès

### NBA
- NBA All-Rookie Second Team (2025)

### Universitaire
- ACC All-Rookie team (2024)

## Statistiques

### Universitaires
| Saison    | Équipe     | Matchs | Titul. | Min./m | % Tir | % 3pts | % LF | Rbds/m. | Pass/m. | Int/m. | Ctr/m. | Pts/m. |
| --------- | ---------- | ------ | ------ | ------ | ----- | ------ | ---- | ------- | ------- | ------ | ------ | ------ |
| 2023-2024 | Pittsburgh | 33     | 33     | 33,2   | 41,2  | 32,2   | 78,5 | 5,18    | 4,12    | 0,58   | 0,24   | 13,82  |
| Carrière  | Carrière   | 33     | 33     | 33,2   | 41,2  | 32,2   | 78,5 | 5,18    | 4,12    | 0,58   | 0,24   | 13,82  |

## Records sur une rencontre en NBA
Les records personnels de Carlton Carrington en NBA sont les suivants, :
| Type de statistique        | Saison régulière | Saison régulière       | Saison régulière |
| Type de statistique        | Record           | Adversaire             | Date             |
| -------------------------- | ---------------- | ---------------------- | ---------------- |
| Points                     | 32               | Magic d'Orlando        | 3 avril 2025     |
| Paniers marqués            | 12               | Magic d'Orlando        | 3 avril 2025     |
| Paniers tentés             | 18               | Magic d'Orlando        | 3 avril 2025     |
| Paniers à 3 points réussis | 7                | Magic d'Orlando        | 3 avril 2025     |
| Paniers à 3 points tentés  | 11               | Kings de Sacramento    | 2 avril 2025     |
| Lancers francs réussis     | 5                | Hawks d'Atlanta        | 30 octobre 2024  |
| Lancers francs tentés      | 5                | 3 fois                 | 3 fois           |
| Rebonds offensifs          | 2                | 5 fois                 | 5 fois           |
| Rebonds défensifs          | 9                | 2 fois                 | 2 fois           |
| Rebonds totaux             | 11               | Raptors de Toronto     | 24 mars 2025     |
| Passes décisives           | 10               | @ Nets de Brooklyn     | 5 février 2025   |
| Interceptions              | 4                | 3 fois                 | 3 fois           |
| Contres                    | 2                | 3 fois                 | 3 fois           |
| Balles perdues             | 6                | @ Spurs de San Antonio | 13 novembre 2024 |
| Minutes jouées             | 44               | Pacers de l'Indiana    | 12 février 2025  |

- Double-double : 4
- Triple-double : 0

Dernière mise à jour : 3 avril 2025